# Explosophore
Les explosophores sont des groupes fonctionnels qui confèrent aux composés organiques des propriétés explosives.

## Histoire
Le terme a été introduit par le chimiste russe V. Pletz en 1935, initialement mal traduit dans certains articles par plosophore.[réf. nécessaire]. Il convient également de noter un concept d'auxoexplose (similaire au concept de chromophore et d'auxochrome ), qui est un groupe qui modifie la capacité explosive de la molécule. Le terme explosophore a été utilisé plus fréquemment après son utilisation dans des livres tels que Organic Chemistry of Explosives de J. Agrawal et R. Hodgson (2007) »[réf. nécessaire].

## Propriétés
Les explosophores contenant de l'azote (groupes I, II et III) sont particulièrement puissants car en plus de fournir de l'oxygène, ils réagissent en formant de l'azote moléculaire, qui est une molécule très stable, et la réaction globale est donc fortement exothermique. Le gaz formé se dilate également, provoquant l'onde de choc observée.

## Classification
Pletz a regroupé les explosophores sous huit catégories,.
I. −NO2, −ON=O, −ONO2
Ceux-ci représentent :
- le groupe nitro, un atome d'azote lié à deux atomes d'oxygène ainsi qu'une molécule organique (ex: TNT, RDX )
- l'ion nitrate, un atome d'azote lié à trois atomes d'oxygène, (ex: nitroglycérine, ANFO )
- l'ion nitrite, un atome d'azote lié à deux atomes d'oxygène[réf. nécessaire]

La plupart des explosifs commerciaux incluent l’ion nitrate ou le groupe nitro.
II. −N=N−, −N−=N+=N−−
Les composés azo et les azotures respectivement, liés à des composés organiques/inorganiques (ex: azoture d'argent AgN3, azoture de plomb Pb(N3)2, azoture d'ammonium NH4N3).
III. −RnNXm
Le groupe azote halogéné X:halogène (ex: triiodure d'azote NI3 et trichlorure d'azote NCl3)
IV. −C=N−O−
Les fulminates (ex: acide fulminique HONC et fulminate de mercure Hg(ONC)2 )
V. −OCIO2, −OCIO3
Les chlorates et les perchlorates respectivement, liés aux matières organiques/inorganiques (ex: chlorate de potassium, perchlorate de fluor  )
VI. −O−O−, −O3−
Les peroxydes et les ozonures respectivement, connectés à des matières organiques /inorganiques (ex: peroxyde d'acétone, peroxyde de méthyléthylcétone)
VII. −C≡C− M+
Les acétylures avec ses dérivés métalliques (ex: acétylure d'argent Ag2C2, acétylure de cuivre Cu2C2)
VIII. Un atome métallique relié par une liaison instable au carbone de certains radicaux organiques.
Cette classe contient par exemple des composés organiques de mercure, de thallium et de plomb.
Autre
D'autres substances ont été classifiées comme explosophores en dehors des classes définies par Pletz.